# Stadtwerke Eckernförde
Die Stadtwerke Eckernförde GmbH ist Partner der Stadtwerke SH GmbH & Co. KG als kommunale Eigengesellschaft der Stadt Eckernförde ein öffentliches Versorgungsunternehmen mit Sitz am Bornbrook. 

## Tätigkeitsbereich
Die Stadtwerke Eckernförde GmbH versorgt die Stadt und Umlandgemeinden mit Strom, Gas, Wasser, Fernwärme, innovativen Energie- und Wärmelösungen, E-Mobilität und sind im Breitbandausbau und für die Stadt Eckernförde in der Wärmeplanung tätig.  Die Stadtwerke Eckernförde GmbH betreibt in Eckernförde das Meerwasser Wellenbad, den Wohnmobilstellplatz Am Noor, ein Parkhaus und den Stadthafen. Eine Tochtergesellschaft der Stadtwerke Eckernförde ist die Biomasse-Energieversorgung Domsland GmbH. Das Kundenzentrum befindet sich in den Hauptgebäuden der Stadtwerke Eckenrförde GmbH. Die Stadtwerke Eckernförde GmbH als Partner der Stadtwerke SH GmbH & Co. KG spielen eine wichtige Rolle im wirtschaftlichen und gesellschaftlichen Leben der Stadt Eckernförde durch zahlreiches Engagement sowie als einer der großen Arbeitgeber und Ausbildungsbetrieb.

## Gasversorgung
1860 wurde begonnen, Eckernförde mit Stadtgas zu versorgen, Borby folgte 1928. Seit 1881 konnte die benötigte Steinkohle per Bahn herangeschafft werden. Anfangs wurden 84 Gaslaternen der Innenstadt versorgt, ab 1867 wurde Gas auch zum Betrieb von Motoren in Gewerbebetrieben verwendet. Seit 1940 liefern die Stadtwerke Kiel Gas. 1945 wurde die Gaserzeugung in Eckernförde eingestellt. Ab den 1950er-Jahren wurden auch die Öfen der Fischräuchereien mit Gas betrieben. Ab 1960 wurden immer mehr Geräte in Privathaushalten mit Gas versorgt. 1975 erfolgte die Umstellung auf Erdgas. Seit 2003 betreiben die Stadtwerke Eckernförde an der Bundesstraße 76 eine Erdgastankstelle.

## Wasserversorgung
1919 wurde das erste Wasserwerk in Betrieb genommen. Im Eckernförder Ortsteil Borby steht der Wasserturm Eckernförde, der als Reservoir diente. 1964 wurde das Wasserwerk Süd (Bornbrook) gebaut, 1976 das Wasserwerk Nord (Feldweg). Die Wasserwerke liefern über 100 km Leitung jährlich 1.400.000 m³ Wasser an 6.100 Hausanschlüsse. Acht Brunnen fördern Wasser aus einer Tiefe von 30 bis 100 m.

## Elektrizitätsversorgung
Von 1993 bis 1996 testeten die Stadtwerke eine Übermittlung der Stromnachfrage über Rundsteuertechnik an die angeschlossenen Haushalte. Dabei wurde auf sogenannten „Strom-Ampeln“ mit roten, gelben oder grünen Leuchten die Auslastung dargestellt. Elektrogeräte konnten darüber bei Erreichen des Status „Grün“ eingeschaltet werden. Der Versuch gilt als Meilenstein in der frühen Forschung über Intelligente Stromnetze („smart grids“).

## Fernwärme
Die Stadtwerke Eckernförde betreiben mehrere erdgasbetriebene Blockheizkraftwerke und Mini-Blockheizkraftwerke. Sie sind Hauptgesellschafter der Biomasse Energie Versorgung (BEV) Domsland GmbH. Die BEV Domsland versorgt 400 Wohneinheiten mit Wärme und speist Strom ins Netz.

## Einrichtungen

### Maschinenhalle

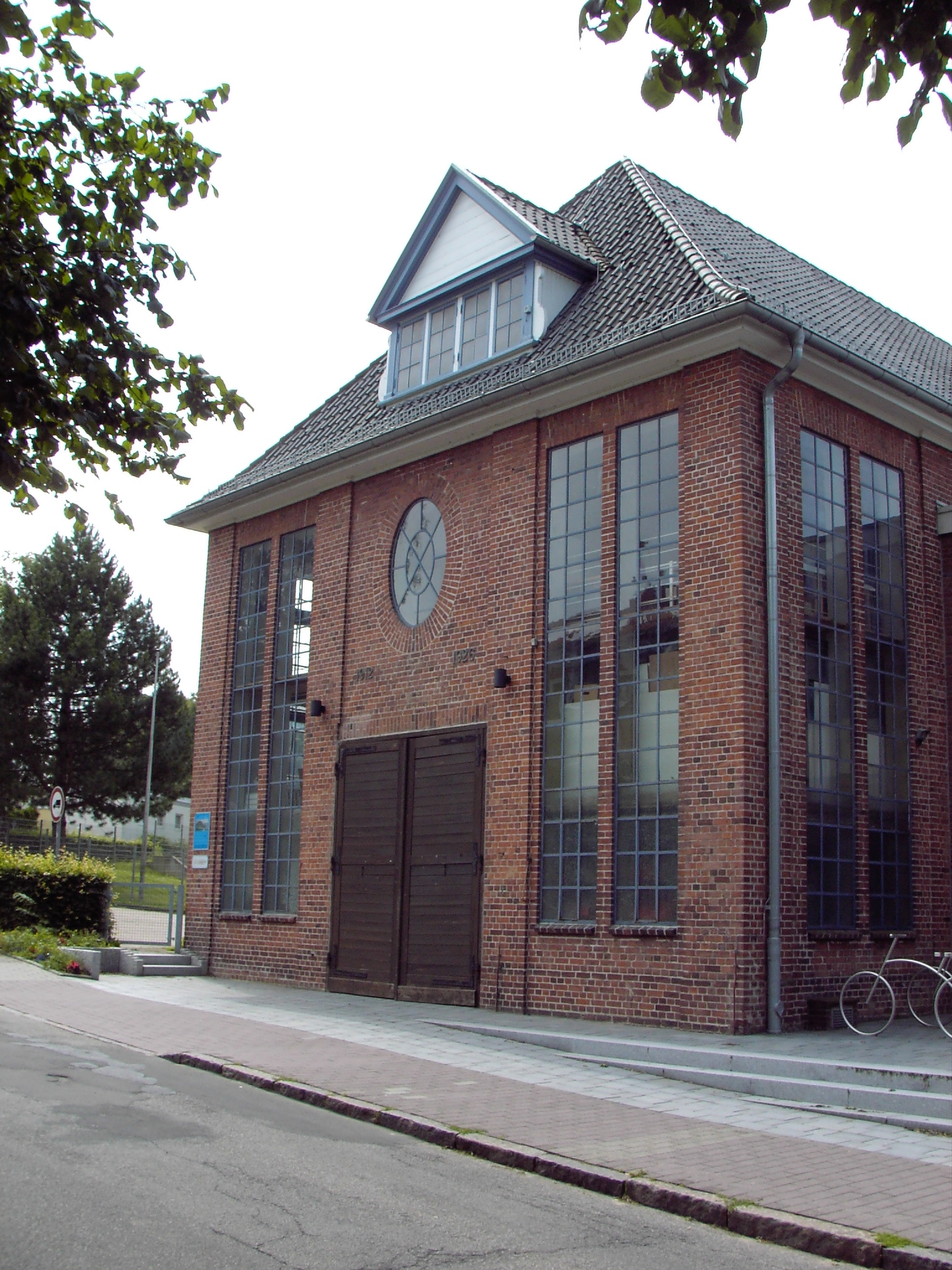
Maschinenhalle der Stadtwerke Eckernförde

Die Maschinenhalle der Stadtwerke Eckernförde gilt als Kulturdenkmal (Objekt-Nr.: 11329). Sie wurde 1912 von Hans Wolter, Lehrer der Baugewerkschule Eckernförde, entworfen und wird dem auslaufenden Jugendstil zugerechnet. Seinerzeit war in der Halle das erste Elektrizitätswerk der Stadt untergebracht und produzierte Gleichstrom. 1949 begann die Umstellung auf Drehstrom. Seit 1997 steht in der Maschinenhalle ein Blockheizkraftwerk. Das Gebäude steht unter Denkmalschutz und ebenfalls der kleine Wasserturm einige Meter westlich der Halle (Objekt-Nr.: 7081).

### Stadthafen

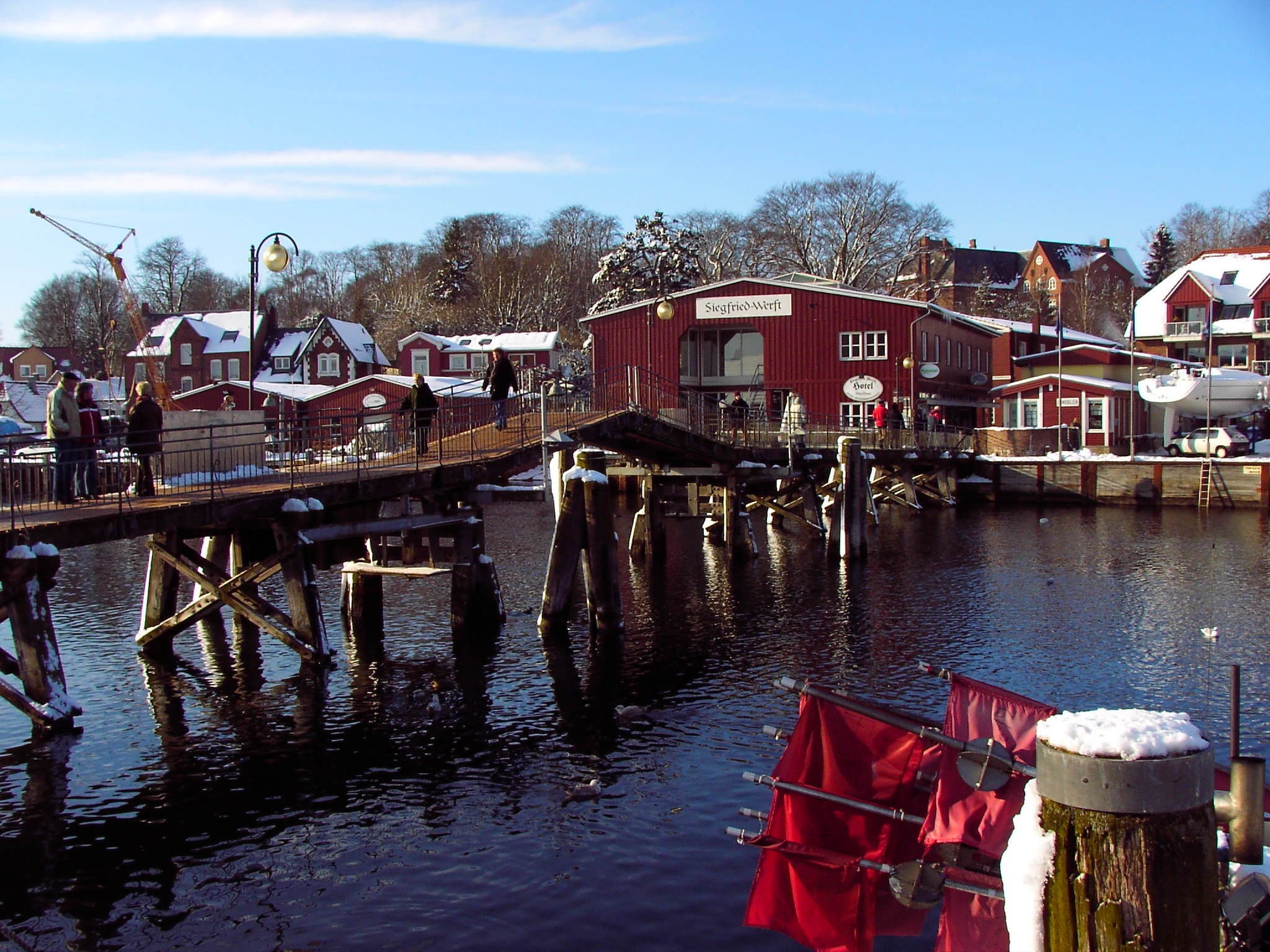
Die Holzbrücke über den Binnenhafen mit der ehemaligen Siegfried-Werft im Hintergrund (heute: Hotel/Restaurant)

Die Stadtwerke betreiben auch den Eckernförder Stadthafen mit seinen rund 900 Meter langen Kaianlagen sowie die über 100 Yacht-Liegeplätze im Vorhafen. Der Hafen dient unter anderem noch als Fischereihafen; ein Güterumschlag fand in den letzten Jahren nicht mehr statt. Der Stadthafen mit seiner gesamten Wasserfläche steht unter Denkmalschutz (Objekt-Nr.: 7382). Zusätzlich speziell geschützt sind die Holzbrücke (Objekt-Nr.: 7383), der Alte Hafen-Leuchtturm (Objekt-Nr.: 7093) sowie flankierende (nicht mehr zum Betriebsbereich der Stadtwerke gehörende) Gebäude wie das Rundsilo (Objekt-Nr.: 1691), das Alte Zollhaus (Objekt-Nr.: 7224), der Siemsen-Speicher (Objekt-Nr.: 1702).

### Weitere
Die Stadtwerke Eckernförde GmbH betreibt außerdem das Meerwasser-Wellenbad Eckernförde, den Wohnmobilstellplatz „Am Noor“ und das Parkhaus am Noor.